# Jungbanner
Das Jungbanner Schwarz-Rot-Gold, Kurzbezeichnung Jungba, war die Jugendorganisation der überparteilichen Republikschutzorganisation Reichsbanner Schwarz-Rot-Gold und bestand von 1926 bis zum Verbot durch die Nationalsozialisten 1933.

## Inhaltliches Profil
Das Jungbanner hatte es sich zum Ziel gesetzt, (männliche) Jugendliche im Sinne der Weimarer Verfassung zu überzeugten Republikanern und mündigen Bürgern zu erziehen. Neben der Bildungsarbeit stand die „Körperschulung“ durch gemeinsame sportliche Aktivitäten im Mittelpunkt der Jugendarbeit. Wöchentliche Sportabende und regelmäßige Sportfeste standen Vorträgen und Schulungswochenenden zur Bildung eines politischen Bewusstseins gegenüber. Dem überparteilichen Charakter entsprechend herrschte in der Organisation ein vergleichsweise tolerantes, undogmatisches Klima.

## Mitgliedschaft
Das Jungbanner bildeten die Reichsbanner-Mitglieder von der Entlassung aus der Volksschule mit 14 Jahren bis zur Vollendung des 21. Lebensjahrs. Bei Jugendlichen, die jünger als 18 Jahre waren und bereits einer der republikanischen Parteien SPD, DDP und Zentrum oder einer Gewerkschaft angehörten, verzichtete das Jungba auf aktive Mitgliederwerbung, um Doppelmitgliedschaften oder gar Abwerbeeffekte zu vermeiden. Ähnlich wie im Reichsbanner dominierten auch das Jungbanner Mitglieder, die aus dem sozialdemokratischen Milieu stammten. 1928 soll das Jungbanner knapp 700.000 Mitglieder gezählt haben.

## Aufbau
Das Jungbanner teilte sich in Gruppen, Züge und Kameradschaften auf und war Teil der technischen Organisation des Reichsbanners. Seit 1929 waren die Jungbannerführer satzungsgemäß automatisch Beisitzer in den Vorständen der entsprechenden Organisationsebene des Reichsbanners.

## Geschichte
Mitglieder trugen grüne Hemden, die schnell zu einem Markenzeichen wurden. Die gleichen Hemden erhielten 1930 auch die Elite-Formationen des Reichsbanners, die Schutzformationen, die sich überwiegend aus ehemaligen Jungba-Mitgliedern rekrutierten. In der verschärften politischen Auseinandersetzung der 1930er Jahre trat für das Jungbanner die Aufgabe der politischen Bildung hinter der Ausbildung militanter Abwehrbereitschaft zurück.
Es gehörte zum aktivsten Teil des Reichsbanners, der stärker zu militanten Aktionen neigte und es dabei auch mit der aggressiven SA aufnahm.
An der Basis rückte die parteipolitische Neutralität dabei zunehmend in den Hintergrund. Die Kameradschaften suchten das enge Bündnis mit der Sozialdemokratie. Ab etwa 1931 betrachtete sich das Jungbanner gemeinsam mit SAJ, Jungsozialisten, Naturfreundejugend Deutschlands, Gewerkschaftsjugend und Arbeitersportjugend als Teil der sozialistischen Jugendverbände. 
Ein Höhepunkt der Jungbanner-Arbeit war der erste Bundesjugendtag in der Reichsbanner-Hochburg Magdeburg Pfingsten 1930.

## Prominente Jungbanner-Mitglieder
- Wilhelm Hahn junior[1]
- Heinz Kühn in Köln
- Joachim Lipschitz in Berlin
- Hubertus Prinz zu Löwenstein-Wertheim-Freudenberg in Berlin
- Fritz Wulfert in Hannover
- Volkmar von Zühlsdorff in Berlin